# Physoplectus irritans
Physoplectus irritans is een keversoort uit de familie van de kortschildkevers (Staphylinidae). De wetenschappelijke naam van de soort is voor het eerst geldig gepubliceerd in 2001 door Chandler.